# エクスカリバー (ホテル)
エクスカリバー・ホテル＆カジノ（Excalibur Hotel & Casino）は、アメリカ合衆国ネバダ州ラスベガスにあるカジノホテルである。
アーサー王伝説の聖剣エクスカリバーに由来する名前を持ち、ファンタジー世界の城をホテル棟が囲んでいるような特徴的な外観を始め全体にファンタジー色が強い演出がなされている。ラスベガスの中では珍しい家族連れ向けの演出がなされたホテルである。

## 沿革
- 1990年

## レストラン
レストランの多くにアーサー王伝説や古いイギリスの伝説に因んだ名前が与えられている。
- Roundtable Buffet（円卓のバフェ）
- Sir Galahad's pub & prime rib house（ギャラハッド卿の酒場とプライムリブハウス）
- The Steakhouse of Camelot（キャメロットのステーキハウス）
- Sherwood Forest Cafe（シャーウッドの森のカフェ）

## アトラクション
- Tournament of Kings　中世の馬上槍試合を再現したディナーショー。

### 過去のアトラクション
- THE DRAGON BATTLE SHOW　魔術師マーリンとドラゴンが戦う無料アトラクション。2002年に終了。

## 場所
- 3850 Las Vegas Boulevard South Las Vegas, Nevada 89109, U.S.A.

ラスベガスのニューフォーコーナーに位置し、MGMグランド、ニューヨーク・ニューヨーク、トロピカーナと歩道橋で結ばれている。
マンダレイ・ベイやルクソールを結ぶ無料のトラムも運行されている。